# Mourecotelles ruizii
Mourecotelles ruizii là một loài Hymenoptera trong họ Colletidae. Loài này được Herbst mô tả khoa học năm 1923.